# O șansă grasă
O șansă grasă este un film de comedie regizat de Peter Hyams după un scenariu de W. D. Richter[*] bazat pe o lucrare de Keith Laumer. A fost produs în Statele Unite ale Americii  și a avut premiera la 3 decembrie 1975, fiind distribuit de 20th Century Fox. Coloana sonoră este compusă de Richard Clements. Cheltuielile de producție s-au ridicat la 2.325.000 $.

## Distribuție
Rolurile principale au fost interpretate de actorii:

Michael Caine
Natalie Wood
Kitty Winn[*]
Michael Constantine[*]
Thayer David[*]
Timothy Carey[*]
Don Calfa[*]
Dorothy Adams[*]
Liam Dunn[*]
Robert Ito[*]
Buffy Dee[*]  .